# Harry Storer Sr.
Harry Storer Sr. (Ripley, 24 luglio 1870 – Holloway, 25 aprile 1908) è stato un calciatore e crickettista inglese, di ruolo portiere.

## Biografia
Suo fratello William era un giocatore di cricket professionista, che militò per diversi anni nelle rappresentative di Derbyshire e Marylebone. 
Suo figlio Harry, da giocatore di cricket, militò per 16 anni nella squadra del Derbyshire, mentre da calciatore vestì le maglie di Grimsby Town, Derby County e Burnley.
Storer è morto il 25 aprile 1908 dopo essersi ammalato di tubercolosi.

## Carriera

### Calcio
Cresciuto calcisticamente nei ranghi giovanili di Ripley Town, Derby Midland e Derby County, nel 1892 viene ingaggiato dal Gainsborough Trinity, Dopo una parentesi annuale al Loughborough, nel maggio 1894 si accasa all'Arsenal, con cui debutta ufficialmente il 1º settembre successivo, in una gara contro il Lincoln City. Rimane il portiere titolare anche per la stagione seguente, salvo poi essere sospeso per problemi disciplinari nel novembre 1895.
Divenuto ormai un esubero, il mese successivo viene ceduto al Liverpool di John McKenna e William Barclay. Fa il proprio esordio ufficiale con i Reds il giorno di Capodanno del 1896, in una vittoria casalinga contro il Manchester City. Titolare nelle prime annate, diventa una riserva dopo l'approdo in panchina di Matt McQueen. Si ritira ufficialmente dalle attività agonistiche nel 1901.

### Cricket
Storer ha disputato un totale di 6 partite con la rappresentativa del Derbyshire durante la stagione 1895. Battitore destro, giocò un totale di 10 inning, totalizzando un punteggio massimo di 35 e una media di 10,22.